# Alfredo Corrado
Alfred Ernest Corrado Jr., dit Alfredo Corrado, est un artiste américain, né le 24 août 1944 à Altoona (Pennsylvanie) et mort le 8 septembre 2024 dans sa ville natale,.
Il représente une figure importante pour la communauté sourde en France pour avoir fondé, en 1977, l'International Visual Theatre (IVT), aux côtés du metteur en scène Jean Grémion (1942-2019), et s'être engagé dans le démarrage du mouvement sourd, autrement dit « le réveil sourd »,.

## Biographie

### Jeunesse et formation
Alfred Ernest Corrado Jr. naît le 24 août 1944 à Altoona,, en Pennsylvanie. Son père est Alfred E. Corrado Sr. et sa mère, I. Dorothy (née Marinella). Il a deux frères, Michael Louis et John Paul.
Après avoir eu son diplôme du DePaul Institute of Pittsburgh en 1961, il assiste à des cours à l'Altoona High School (en) d'où il sort diplômé en 1965 et à l'université Gallaudet (Washington) où il termine également diplômé en 1970. Durant les vacances estivales, à l'université Gallaudet, il est décoriste au National Theatre of the Deaf (NTD),, créé en 1967 par le comédien Bernard Bragg (1928-2018).

### Carrière
Après avoir eu le diplôme d'université Gallaudet, Alfredo Corrado souhaite y rester travailler au théâtre : il est refusé. Suivant le conseil de David Hays, scénographe, il se joint au Metropolitan Opera, à New York, en tant qu'apprenti-peintre en décors et y reste pendant trois ans.

En 1976, accompagné de son interprète ASL Bill Moody, il se rend en France pour travailler dans le cadre du festival au Théâtre universitaire de Nancy, dont il est président du jury. Il y rencontre le metteur en scène français, Jean Grémion, déjà engagé dans une recherche sur le théâtre non verbal. Tous deux fondent, en 1977, l'International Visual Theatre (IVT), installé à la tour du Village du château de Vincennes grâce au soutien du ministère de la Culture et de la Communication. Avec Bill Moody et Jean Grémion y accueille les enfants pour leur apprendre la langue des signes française et, parmi ces enfants, Emmanuelle Laborit, alors 7 ans, écrira plus tard sur son livre autobiographique : 

« Le lendemain, il [mon père] m'emmène au Château de Vincennes. Je revois quelques images de ce jour-là. Nous montons des escaliers dans la tour du Village. Nous entrons dans une grande pièce. (…) Je vois Alfredo [Corrado] et Bill [Moody] faire des signes entre eux. (…) Alfredo Corrado est un bel homme, grand, le style italien, les cheveux très noirs, un corps fin. Le visage est un peu sévère, il porte une moustache. Bill a des cheveux mi-longs, raides, des yeux bleus, une « bonne bouille ». C'est quelqu'un de rond, de sympathique. (…) Il y a, là aussi, Jean Grémion, directeur et fondateur du centre social et culturel des sourds qui nous accueille. (…) J'ignorais encore, ce jour-là, que j'allais accéder à une langue grâce à eux (…).
La semaine suivante, mon père me ramène à Vincennes. Il s'agit d'un « atelier de communication parents-enfants ». Il y avait beaucoup de parents. Alfredo commence à travailler avec les enfants, qu'il a fait installer en rond autour de lui. Il montre des signes, et les parents regardent pour apprendre en même temps (…). »

— Emmanuelle Laborit, in Le Cri de la mouette (1994).
Début 1989, il met en scène la pièce Au bout du couloir (At the End of the Hallway) pour le New York Deaf Theater, d'après le roman Le Procès de Franz Kafka, adapté par Didier Flory.
En 2024, il est invité d'honneur au Festival Clin d'œil, à Reims, où Julien Bourges présente son film documentaire Alfredo Corrado (2023) retraçant sa vie et sa carrière.

### Mort
Alfredo Corrado meurt chez lui, le 8 septembre 2024, à Altoona, où il est inhumé cinq jours plus tard au cimetière du Calvaire,,.

### Vie privée
À un certain temps, Alfredo Corrado s'est marié avec Julianna Fjeld, actrice (née en 1947).

## Théâtre

### Adaptateur
- 1982 : Les Enfants du silence de Mark Medoff et mise en scène Pierre Boutron, au théâtre des Champs-Élysées[16]

### Comédien
- 1987 : L.M.S. de Didier Flory, au théâtre municipal de Rezé[17]
- 1989 : L'Avare de Molière, adapté par Didier Flory et Corinne Gache, au théâtre La Fontaine[18]
- 2007 : Thank’s France de lui-même, à l'International Visual Theatre (IVT)[19]

### Metteur en scène
- 1987 : L.M.S. de Didier Flory, au théâtre municipal de Rezé[17]
- 1989 : L'Avare de Molière, adapté par Didier Flory et Corinne Gache, au théâtre La Fontaine[18]
- 1989 : Au bout du couloir (At the End of the Hallway), d'après le roman Le Procès de Franz Kafka, adapté par Didier Flory, à l'Off-Off-Broadway[13]
- 2007 : Thank’s France de lui-même, à l'International Visual Theatre (IVT)[19]

### Filmographie
- Alfredo Corrado (2023), film documentaire de Julien Bourges.